# Kotinuka
Kotinuka is een plaats in de Estlandse gemeente Jõhvi, provincie Ida-Virumaa. De plaats heeft de status van dorp (Estisch: küla).

## Bevolking
Het dorp had 40 inwoners op 31 december 2011 en 61 inwoners op 31 december 2021.

## Ligging
Het dorp ligt ten noorden van de stad Jõhvi en aan de Põhimaantee 1, de hoofdweg van Tallinn naar Narva.